# Klépierre
Klépierre S.A. er en fransk ejendomsinvesteringsvirksomhed, der ejer, driver og udvikler indkøbscentre i Europa.
Selskabet blev etableret i 1990.
I 2017 havde de 150 shoppingcentre til en samlet værdi af 23,8 mia. euro. De er tilstede i 16 lande og centrene besøges årligt af 1,2 mia. mennesker.